# Italia '61
Italia '61 (così anche in lingua piemontese) è un sotto-quartiere di Nizza Millefonti, a Torino (Circoscrizione 8; 9 fino al 2016). Ospitò l'Expo 1961 (ufficialmente Esposizione Internazionale del Lavoro - Torino 1961, (FR)  Exposition International du Travail –Turin 1961, (EN)  International Labour Exhibition), anche conosciuta appunto come Italia '61, svoltasi a Torino per celebrare il centenario dell'Unità d'Italia.

## Storia

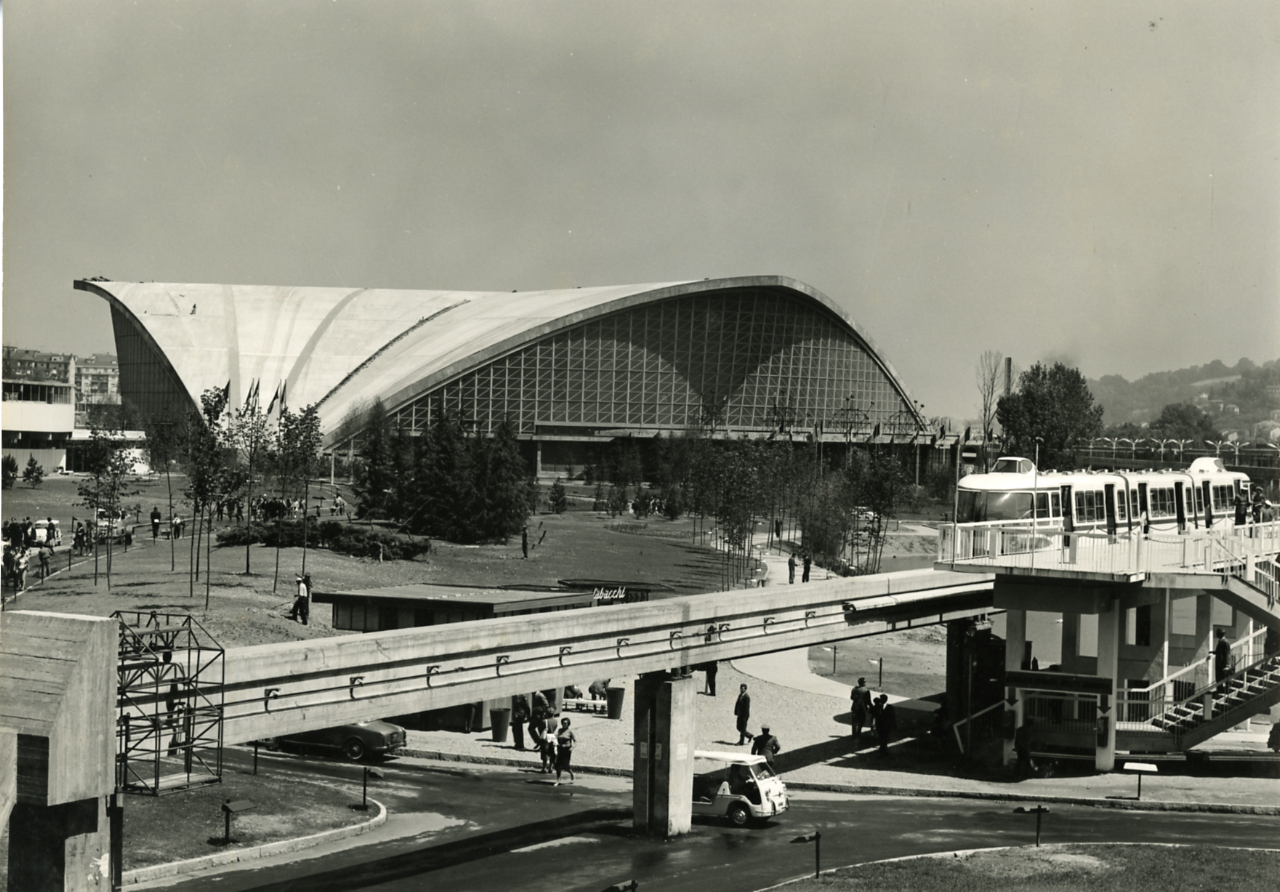
Il Palazzo a Vela (Palavela) e la monorotaia in attività nel 1961 in una foto di Paolo Monti

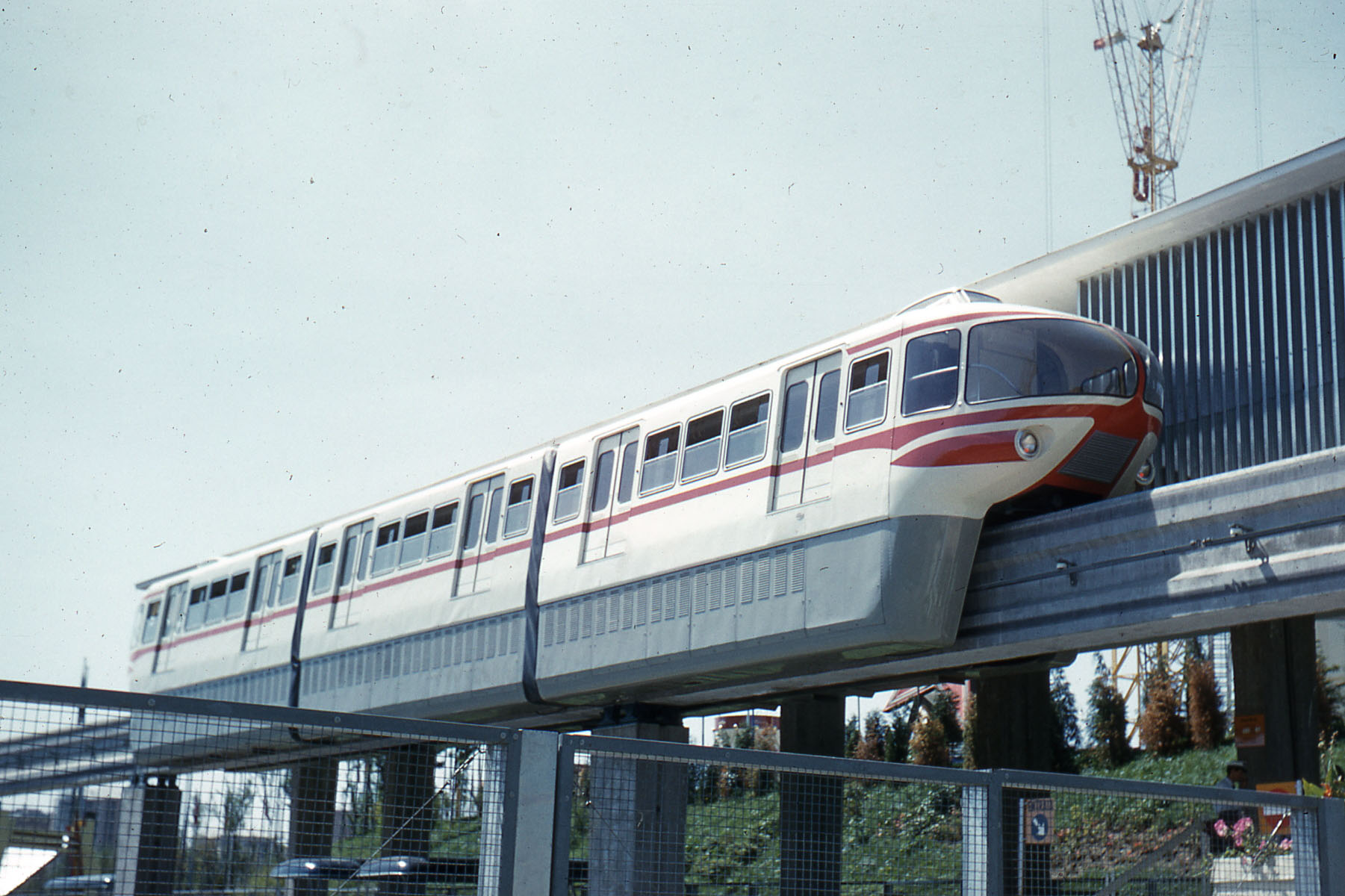
Il people mover dell'Expo 1961

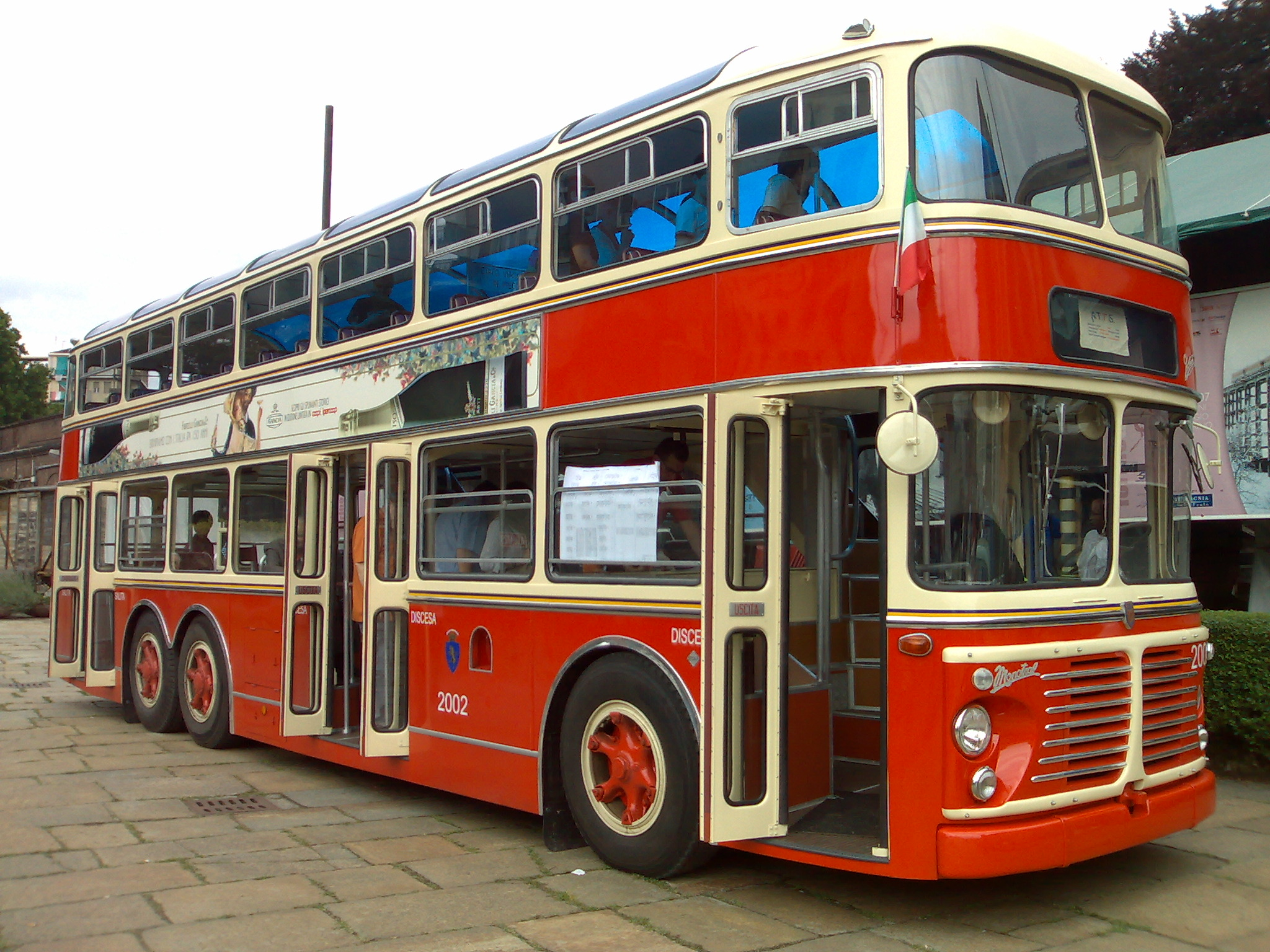
Autobus bipiano restaurato di Italia '61

L'area dell'EXPO con la stazione di arrivo della monorotaia

Il giardino di FLOR 61

Tra i protagonisti e promotori dell'iniziativa (Expo 1961) vi furono Giuseppe Pella, presidente del comitato Italia 61, l'allora sindaco di Torino Amedeo Peyron e Achille Mario Dogliotti, Presidente del Consiglio Direttivo.
L'esposizione richiamò più di sei milioni di visitatori provenienti da tutto il mondo. 
Le attrazioni principali furono la Monorotaia di Torino, il Circarama, sistema di proiezione cinematografica a 360° della Walt Disney, la cabinovia che collegava in modo spettacolare, passando sopra il Po, il Parco del Valentino con il Parco Europa posto sulla collina di Torino a Cavoretto, la fontana luminosa.
Fu notevolmente migliorata l'illuminazione pubblica della città - e in particolare dell'area espositiva (Corso Unità d'Italia) - grazie ai moderni impianti progettati da Guido Chiarelli: suscitò grande ammirazione l'illuminazione notturna del Giardino Roccioso al Parco del Valentino, realizzato nell'ambito della grande rassegna internazionale FLOR 61.
Importantissimi i palazzi costruiti per l'occasione tra cui spiccano il Palazzo del Lavoro e il Palazzo a Vela.

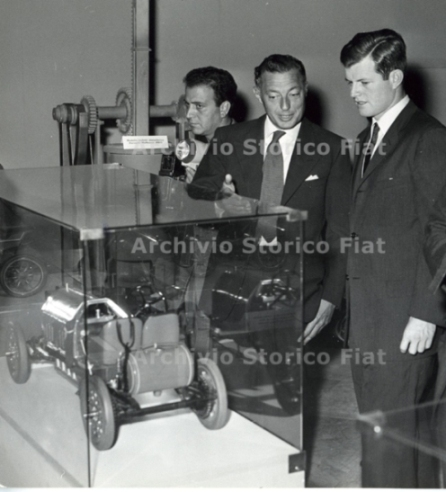
Ted Kennedy e Gianni Agnelli in visita ai padiglioni dell'Expo

### Dopo l'Expo
Successivamente all'Expo svoltosi nel 1961, gli impianti espositivi furono utilizzati per ulteriori eventi e alcuni di essi sono stati riconvertiti, seppur con molte difficoltà e discussioni e dopo lunghi periodi di inutilizzo e scarsa manutenzione.
I XX Giochi olimpici invernali di "Torino 2006" hanno permesso la riconversione ad edificio sportivo del Palavela.
La stazione Nord della monorotaia, dopo un lungo periodo di abbandono,  è stata recuperata come edificio di accoglienza per le famiglie dei bambini ricoverati alla Città della Salute e della Scienza. 
Il Palazzo del Lavoro, progettato dal celebre ingegnere Pier Luigi Nervi, è stato sede della Facoltà di Economia e Commercio e sede di archivio del capoluogo, ma si continua nel 2023-2024 a discutere animatamente sul suo futuro utilizzo come sede commerciale, pur in presenza di un manufatto ormai estremamente degradato dal tempo e dagli agenti atmosferici nonché da una serie di atti vandalici ed incendi dolosi.

## Trasporti
Il quartiere di Italia '61 è stato certamente un laboratorio di esperimenti nel settore dei trasporti durante tutto il periodo dell'esposizione. Infatti durante l'Expo 1961 diverse linee di autobus bipiano confluivano nel quartiere di Italia '61 e un'ovovia conduceva al colle di Cavoretto, sormontando il fiume Po con uno spettacolare percorso sospeso.
Inoltre una linea futuristica di monorotaia ALWEG permetteva ai visitatori di spostarsi agevolmente da una zona espositiva all'altra dell'Expo: alla fine delle manifestazioni, essa continuò a funzionare saltuariamente e con molte difficoltà gestionali e venne definitivamente dismessa nel novembre 1963. 
Ad inizio anni 2000, lungo il tratto della sua ferrovia sul laghetto del Giardino del Corpo Italiano di Liberazione venne installata permanentemente dai Murazzi del Po l'opera Luce Fontana Ruota di Gilberto Zorio, realizzata per la seconda edizione delle Luci d'Artista.

## Nel XXI secolo
Nell'area occupata dalla Mostra delle Regioni durante l'Expo 1961 è di stanza un campus delle Nazioni Unite, sede dello staff college dell'ONU, del centro di formazione dell'OIL e - dal 2000 - del quartier generale dell'UNICRI.
Il 23 aprile 2021 è stata inaugurata la stazione Italia 61 della metropolitana di Torino, parte del prolungamento Lingotto-Bengasi, in corrispondenza del Grattacielo della Regione Piemonte (ultimato nel 2022). I lavori avrebbero dovuto terminare nell'ottobre 2020, ma successivi ritardi delle imprese e difficoltà tecniche hanno fatto slittare l'inizio del servizio ad aprile 2021.

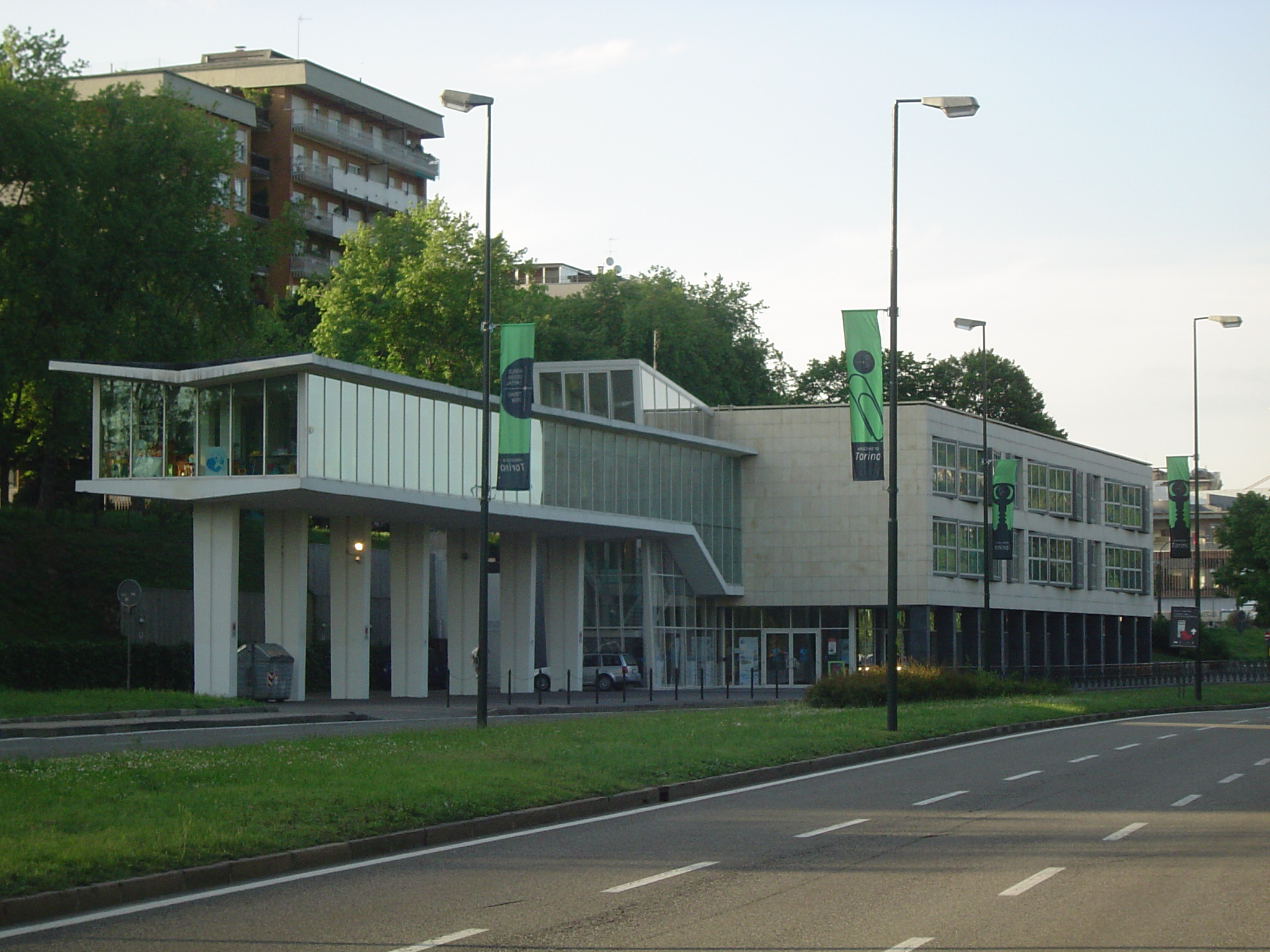
L'ex "Stazione Nord" della monorotaia dopo i lavori di ristrutturazione e riconversione. Nel 2006 è stata ribattezzata Stazione Regina ed ospita i bambini malati dell'Ospedale Infantile Regina Margherita - OIRM insieme ai loro familiari
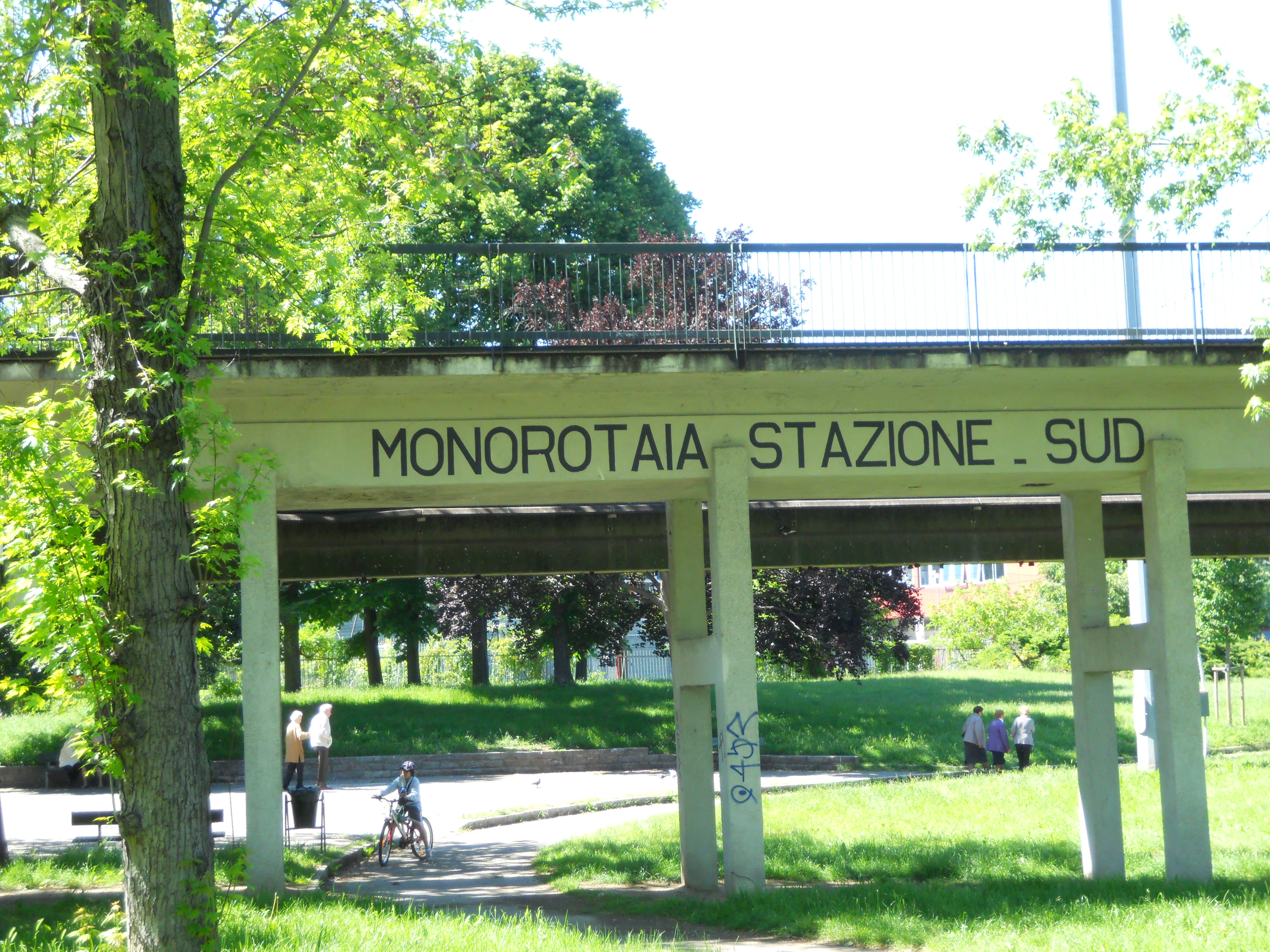
Resti della Stazione Sud della Monorotaia
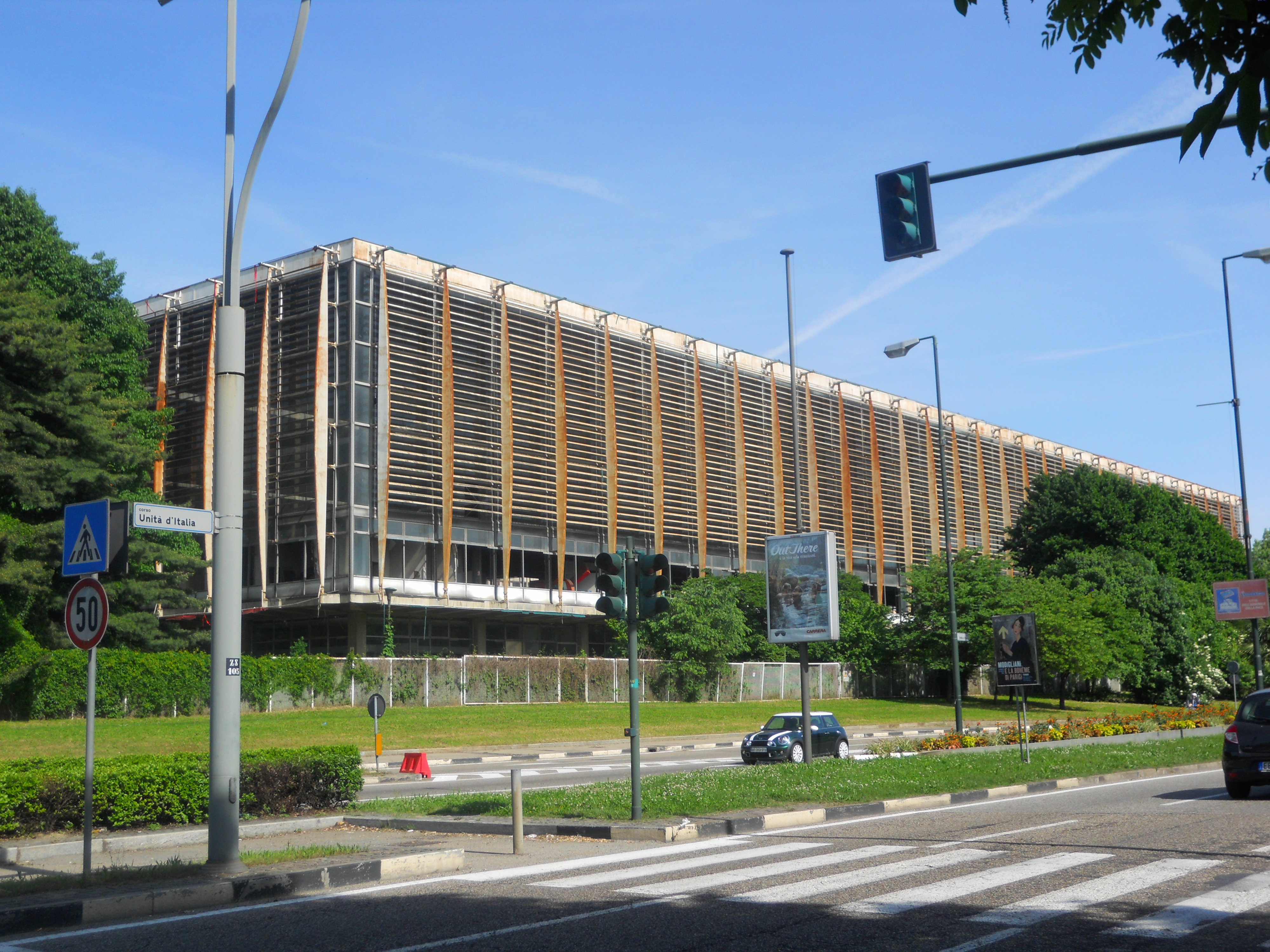
Palazzo del Lavoro nel 2015
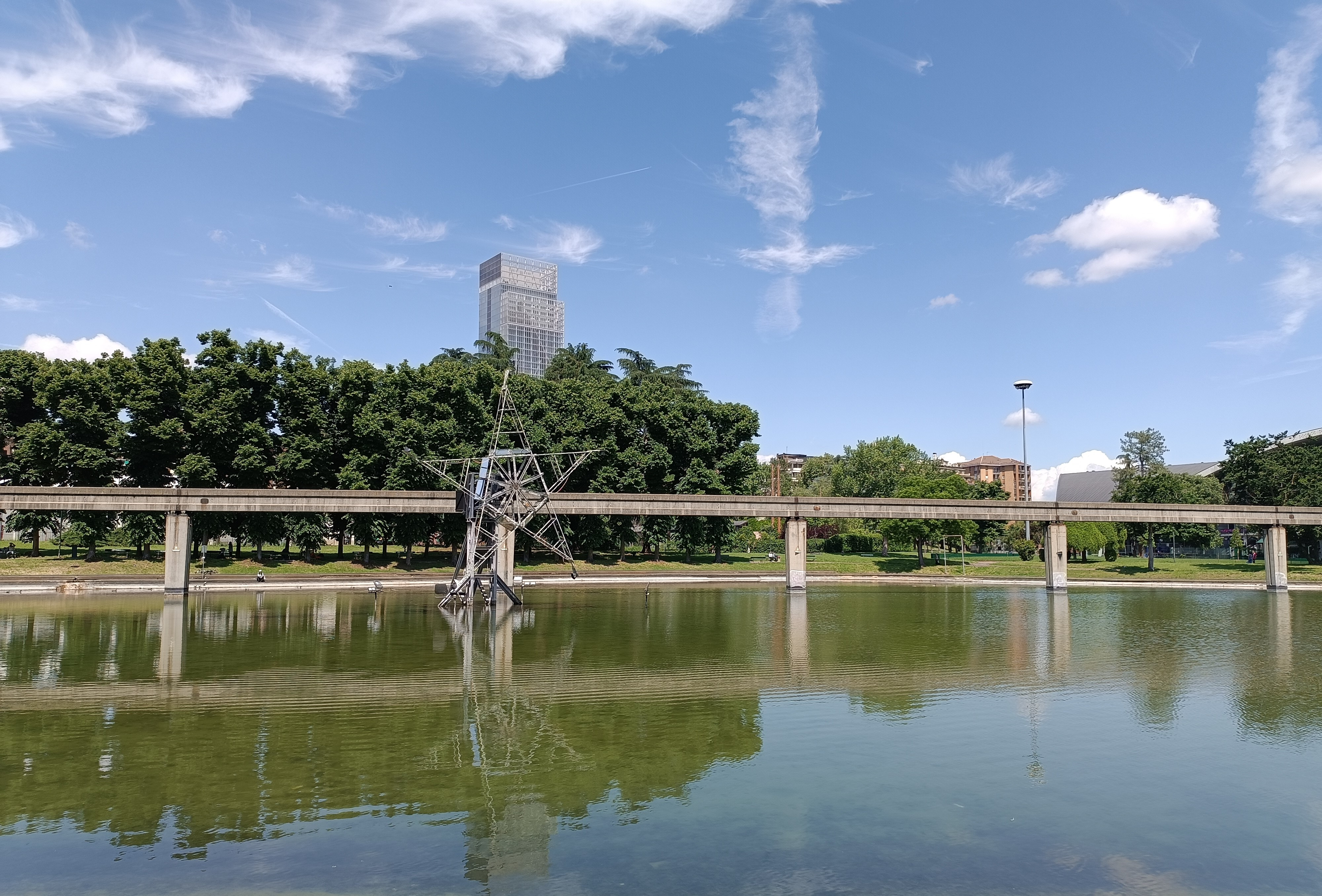
Laghetto di Italia '61 con il grattacielo della Regione Piemonte sullo sfondo